# Luis Carrillo de Toledo
Luis Carrillo de Toledo (La Puebla de Montalbán, 1564-Madrid, 2 de febrero de 1626) fue un noble, militar y hombre de estado español, marqués de Caracena desde 1609, conde de Pinto desde 1624, comendador de Montizón y de Chiclana en la orden de Santiago, general de los tercios de Flandes, gobernador de Galicia, virrey de Valencia y presidente del Consejo de Órdenes durante el reinado de Felipe III y consejero de estado de Felipe IV.

## Familia
Descendiente de Lope Vázquez de Acuña, noble de origen portugués que se asentó en la Castilla de Enrique III en 1397, y su mujer Teresa Carrillo de Albornoz a través de su hijo Gómez Carrillo de Acuña. Luis Carrillo de Toledo era hijo de Luis Carrillo de Toledo y Acuña, VIII señor de Pinto y Caracena, y de su esposa Leonor Chacón, hija del señor de La Puebla de Montalbán.
Se casó en primeras nupcias en 1578 con Isabel de Velasco y Mendoza (m. 1613), hija de Francisco Hurtado de Mendoza, I marqués de Almazán, y de María de Cárdenas con quien tuvo todos sus hijos. Después de enviudar, contrajo un segundo matrimonio en 1617 con Juana de Noronha, hija de Alfonso de Noronha, virrey de la India Portuguesa.
El 2 de mayo de 1624 contrajo un tercer matrimonio con Ana María de Acuña y Guzmán, III marquesa de Vallecerrato.
De su primer matrimonio tuvo quince hijos de los cuales:
- Ana Carrillo de Toledo, casada con Luis Francisco de Benavides, IV marqués de Frómista, padres de Luis Francisco de Benavides y Carrillo de Toledo, que según Quijorna Rodríguez, sucedió directamente a su abuelo, Luis Carrillo de Toledo, en sus títulos debido a que su madre había ya fallecido.[1][a]
- Mariana Carrillo de Mendoza, esposa de Pedro Rodríguez de Fonseca y Orellana, marqués de Orellana.[1]
- Luisa Carrillo de Toledo, casada con Sebastián Suárez de Mendoza, conde de Coruña.[1]

| Predecesor: Juan Pacheco de Toledo      | Capitán general de Galicia 1596 – 1606                                           | Sucesor: Diego das Mariñas        |
| Predecesor: Juan de Sandoval y Rojas    | Virrey de Valencia 1606 – 1615                                                   | Sucesor: Gómez Suárez de Figueroa |
| Predecesor: Juan de Idiáquez y Olazábal | Presidente del Consejo de Órdenes 13 de noviembre de 1615 – 2 de febrero de 1626 | Sucesor: Alonso Díaz de Cabrera   |